# Joey Crabb
Joseph Michael "Joey" Crabb, född 3 april 1983, är en amerikansk professionell ishockeyspelare som spelar för Frölunda HC i SHL. Han har tidigare spelat för Atlanta Thrashers, Toronto Maple Leafs, Washington Capitals och Florida Panthers i NHL, på lägre nivåer för Chicago Wolves, Toronto Marlies, Hershey Bears, San Antonio Rampage och Hartford Wolf Pack i AHL, Alaska Aces i ECHL, Colorado College Tigers (Colorado College) i National Collegiate Athletic Association (NCAA) och USNTDP Juniors samt Green Bay Gamblers i United States Hockey League (USHL).
Crabb draftades i sjunde rundan i 2002 års draft av New York Rangers som 226:e spelare totalt.